# Мадагаскарский пастушок
Мадагаска́рский пастушо́к (лат. Rallus madagascariensis) — вид птиц из рода пастушков семейства пастушковых. Эндемик Мадагаскара.
Мадагаскарский пастушок — очень скрытная птица. Оперение в основном коричневое, с некоторыми тёмными полосами на верхней части тела и серым лицом и горлом. Ноги и клюв тёмно-красного цвета.
Естественные места обитания — заболоченные местности, такие как болота и влажные леса. Мадагаскарские пастушки встречаются на высоте до 1 800 метров.
Мадагаскарские пастушки распространены на востоке Мадагаскара.

## Угрозы и охрана
Основной угрозой для мадагаскарского пастушка является исчезновение мест обитания в результате вырубки лесов и осушения болот. Многие болота на востоке Мадагаскара были преобразованы под рисовые поля, из-за чего исчезла естественная растительность, которой питаются мадагаскарские пастушки. По данным на 2002 год, численность мадагаскарских пастушков составляла от 2,5 до 10 тысяч особей. Считается, что их популяция уменьшается.